# Biria

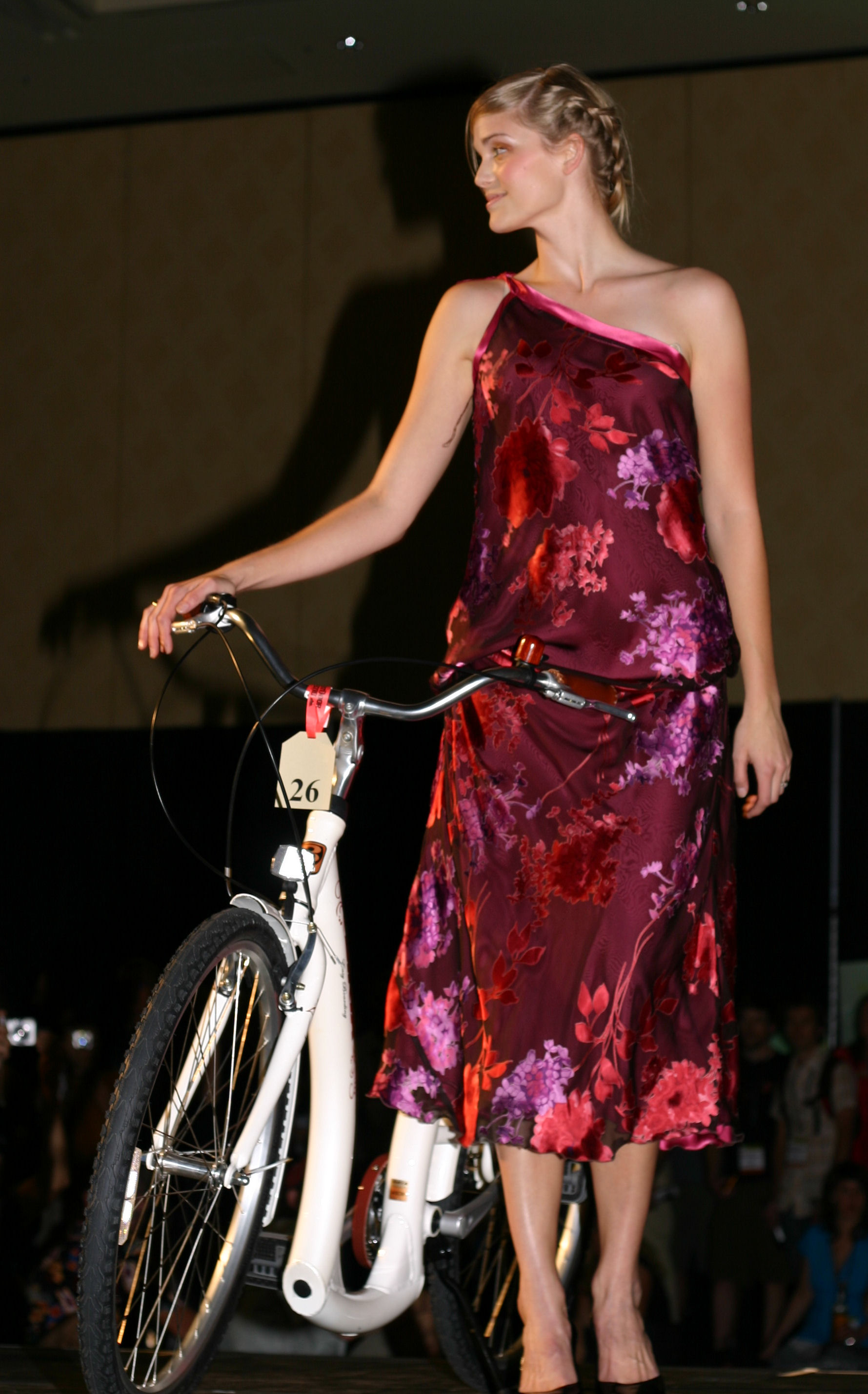
Велосипед компании Biria с рамой Easy Boarding® на веловыставке InterBike 2008

BIRIA (БИРИА) — немецкий производитель велосипедов. Штаб-квартира находится в городе Нойкирх.

## История
Прародителем компании BIRIA можно считать компанию, которую в 1982-м году основал иранец Махди Бириа (англ. Mehdi Biria). Сама компания BIRIA появилась в 2001 в результате слияния более десяти компаний. В 2005-м году компания входила в тройку крупнейших производителей велосипедов в Европе.
После приобретения американской компанией Lone Star в 2005-м году, резко упали продажи, и к концу 2006 года компания перестала существовать.
Благодаря государственной помощи и отчаянной борьбе бывших работников, первого мая 2008-го производство было возобновлено. Управление производственными мощностями передано Strike-Bike GmbH.

## Инновации
Компания разработала систему безцепного привода Integra® Shaft Drive. В этой системе вместо цепи используется карданный вал.
Компания разработала линию рам Easy Boarding®, для легкой посадки на велосипед и линию складных велосипедов.
Компания разработала первую в мире антиблокировочную систему тормозов для велосипедов. В разработке остался иммобилайзер для велосипедов. В производство он не пошел из-за сомнений в эффективности против краж велосипедов.